# Liste von Krankenhäusern in Hongkong

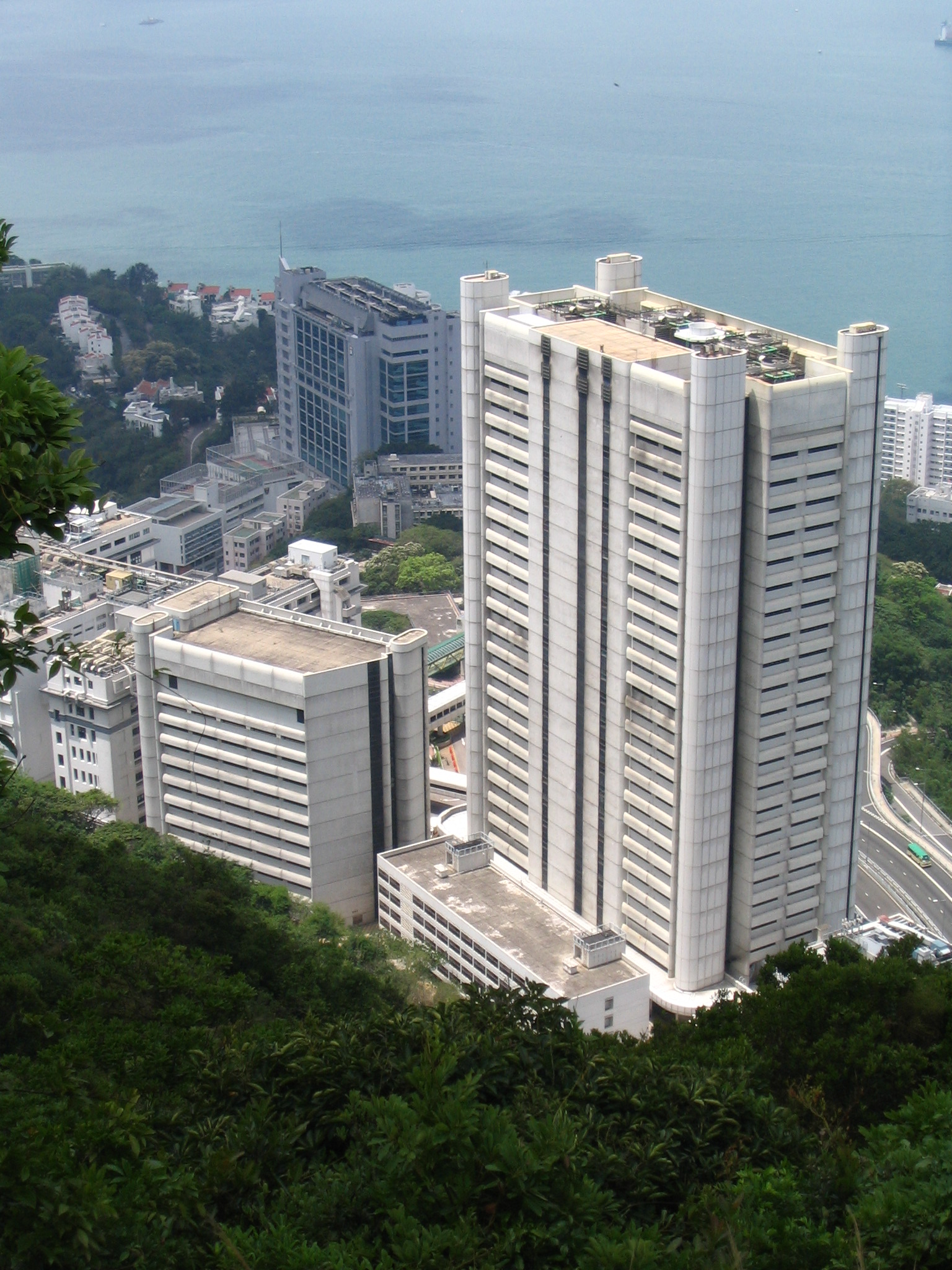
Queen Mary Hospital auf Hong Kong Island.

Dies ist eine Liste von Krankenhäusern und medizinischen Einrichtungen in Hongkong. Neben den chinesischen Schriftzeichen ist auch die Jyutping-Umschrift des Kantonesischen angegeben.

## Öffentliche Krankenhäuser
Alle öffentlichen Krankenhäuser in Hongkong werden von der Hospital Authority (醫院管理局, ji1 jyun2 gun2 lei5 guk6) verwaltet. Sie sind organisiert als sieben Hospital Clusters nach ihrer Lage.

### Hong Kong West Cluster
- Grantham Hospital (葛量洪醫院, got3 loeng6 hung4 ji1 jyun2)
- MacLehose Medical Rehabilitation Centre (麥理浩復康院, mak6 lei5 hou6 fuk6 hong1 jyun2)
- Queen Mary Hospital (瑪麗醫院, maa5 lai6 ji1 jyun6*2)
- The Duchess of Kent Children’s Hospital at Sandy Bay (大口環根德公爵夫人兒童醫院, daai6 hau2 waan4 gan1 dak1 gung1 zoek3 fu1 jan4 ji4 tung4 ji1 jyun2, DKCH)
- Tsan Yuk Hospital (贊育醫院, zaan3 juk6 ji1 jyun2)
- Tung Wah Group of Hospitals Fung Yiu King Hospital (東華三院馮堯敬醫院, dung1 waa4 saam1 jyun2 fung4 jiu4 ging3 ji1 jyun2, TWGHs Fung Yiu King Hospital)
- Tung Wah Hospital (東華醫院, dung1 waa4 ji1 jyun2)

### Hong Kong East Cluster
- Cheshire Home, Chung Hom Kok (舂磡角慈氏護養院, zung1 ham3 gok3 ci4 si6 wu6 joeng5 jyun2)
- Pamela Youde Nethersole Eastern Hospital (東區尤德夫人那打素醫院, dung1 keoi1 jau4 dak1 fu1 jan4 naa5 daa2 sou3 ji1 jyun2, PYNEH)
- Ruttonjee Hospital (律敦治醫院, leot6 deon1 zi6 ji1 jyun2)
- St. John Hospital (長洲醫院, coeng4 zau1 ji1 jyun2)
- Tang Shiu Kin Hospital (鄧肇堅醫院, dang6 siu6 gin1 ji1 jyun2)
- Tung Wah Eastern Hospital (東華東院, dung1 waa4 dung1 jyun2)
- Wong Chuk Hang Hospital (黃竹坑醫院, zuk1 haang1 ji1 jyun2)

### Kowloon Central Cluster
- Hong Kong Buddhist Hospital (香港佛教醫院, hoeng1 gong2 fat6 gaau3 ji1 jyun2)
- Hong Kong Children’s Hospital (香港兒童醫院, hoeng1 gong2 ji4 tung4 ji1 jyun2, HKCH)
- Hong Kong Eye Hospital (香港眼科醫院, hoeng1 gong2 ngaan5 fo1 ji1 jyun2)
- Kowloon Hospital (九龍醫院, gau2 lung4 ji1 jyun2)
- Kwong Wah Hospital (廣華醫院, gwong2 waa4 ji1 jyun2)
- Our Lady of Maryknoll Hospital (聖母醫院, sing3 mou5 ji1 jyun2, OLMH)
- Tung Wah Group of Hospitals Wong Tai Sin Hospital (東華三院黃大仙醫院, dung1 waa4 saam1 jyun2 wong4 daai6 sin1 ji1 jyun2, TWGHs Wong Tai Sin Hospital)
- Queen Elizabeth Hospital (伊利沙伯醫院, ji1 lei6 saa1 baak3 ji1 jyun2, QE)
- Kai Tak Hospital (啟德醫院, kai2 dak1 ji1 jyun2, KTH, 大型急症全科醫院, daai6 jing4 gap1 zing3 cyun4 fo1 ji1 jyun2, New Acute Hospital，NAH)
- Hong Kong Red Cross Blood Transfusion Service (香港紅十字會輸血服務中心, hoeng1 gong2 hung4 sap6 zi6 wui2 syu1 hyut3 fuk6 mou6 zung1 sam1)

- 神經科學專科卓越醫療中心 (san4 ging1 fo1 hok6 zyun1 fo1 coek3 jyut6 ji1 liu4 zung1 sam1)

### Kowloon West Cluster
- Caritas Medical Centre (明愛醫院, ming4 ngoi3 ji1 jyun2, CMC)
- Kwai Chung Hospital (葵涌醫院, kwai4 jung2 ji1 jyun2)
- North Lantau Hospital (北大嶼山醫院, bak1 daai6 jyu4 saan1 ji1 jyun2, NLTH)
- Princess Margaret Hospital (瑪嘉烈醫院, maa5 gaa1 lit6 ji1 jyun2, PMH)
- Yan Chai Hospital (仁濟醫院, jan4 zai3 ji1 jyun2)

### Kowloon East Cluster
- Haven of Hope Hospital (靈實醫院, ling4 sat6 ji1 jyun2, HHH)
- Tseung Kwan O Hospital (將軍澳醫院, zoeng3 gwan1 ou3 ji1 jyun2, TKOH)
- United Christian Hospital (基督教聯合醫院, gei1 duk1 gaau3 lyun4 hap6 ji1 jyun2)

### New Territories East Cluster
- Alice Ho Miu Ling Nethersole Hospital (雅麗氏何妙齡那打素醫院, ngaa5 lai6 si6 ho4 miu6 ling4 naa5*4 daa2 sou3 ji1 jyun6*2)
- Bradbury Hospice (白普理寧養中心, baak6 pou2 lei5 ning4 joeng5 zung1 sam1)
- Cheshire Home, Shatin (沙田慈氏護養院, saa1 tin4 ci4 si6 wu6 joeng5 jyun2)
- North District Hospital (北區醫院, bak1 keoi1 ji1 jyun2)
- Prince of Wales Hospital (威爾斯親王醫院, wai1 ji5 si1 can1 wong4 ji1 jyun2)
- Sha Tin Hospital (沙田醫院, saa1 tin4 ji1 jyun2)
- Tai Po Hospital (大埔醫院, daai6 bou3 ji1 jyun2)

### New Territories West Cluster
- Castle Peak Hospital (青山醫院, cing1 saan1 ji1 jyun2)
- Pok Oi Hospital (博愛醫院, bok3 ngoi3 ji1 jyun2, POH)
- Siu Lam Hospital (小欖醫院, siu2 laam5 ji1 jyun2)
- Tin Shui Wai Hospital (天水圍醫院, tin1 seoi2 wai4 ji1 jyun2)
- Tuen Mun Hospital (屯門醫院, tyun4 mun4 ji1 jyun2)

## Private Krankenhäuser
- Canossa Hospital (嘉諾撒醫院, gaa1 nok6 saat3 ji1 jyun2)
- CUHK Medical Centre (香港中文大學醫院, hoeng1 gong2 zung1 man4 daai6 hok6 ji1 jyun2)
- Evangel Hospital (播道醫院, bo3 dou6 ji1 jyun2)
- Gleneagles Hong Kong Hospital (港怡醫院, gong2 ji4 ji1 jyun2)
- Hong Kong Adventist Hospital – Stubbs Road (香港港安醫院—司徒拔道, hoeng1 gong2 gong2 ngon1 ji1 jyun2 —si1 tou4 bat6 dou6)[1]
- Hong Kong Adventist Hospital – Tsuen Wan (香港港安醫院—荃灣, hoeng1 gong2 gong2 ngon1 ji1 jyun2 —cyun4 waan1)[2]
- Hong Kong Baptist Hospital (香港浸信會醫院, hoeng1 gong2 zam3 seon3 wui2 ji1 jyun2, HKBH)
- Hong Kong Sanatorium & Hospital (養和醫院, 養和療養院, joeng5 wo4 ji1 jyun2, joeng5 wo4 liu4 joeng5 jyun2, The Yeung Wo Nursing Home,)
- Matilda International Hospital (明德國際醫院, 明德醫院, ming4 dak1 gwok3 zai3 ji1 jyun2, ming4 dak1 ji1 jyun2)
- Precious Blood Hospital (寶血醫院, bou2 hyut3 ji1 jyun2)
- St. Paul’s Hospital (聖保祿醫院, sing3 bou2 luk6 ji1 jyun2)
- St. Teresa’s Hospital (聖德肋撒醫院, sing3 dak1 lak6 saat3 ji1 jyun2)
- Union Hospital (仁安醫院, jan4 ngon1 ji1 jyun2)
- Chinese Medicine Hospital in Tseung Kwan O (將軍澳中醫醫院, zoeng3 gwan1 ou3 zung1 ji1 ji1 jyun2)

## Lehrkrankenhäuser
- CUHK Medical Centre  (香港中文大學醫院, hoeng1 gong2 zung1 man4 daai6 hok6 ji1 jyun2)
- Gleneagles Hong Kong Hospital  (港怡醫院, gong2 ji4 ji1 jyun2)
- Queen Mary Hospital (瑪麗醫院, maa5 lai6 ji1 jyun6*2)
- Prince of Wales Hospital (威爾斯親王醫院, wai1 ji5 si1 can1 wong4 ji1 jyun2)
- Prince Philip Dental Hospital

## Ehemalige Krankenhäuser
- HMS Minden, 1843–1857
- Medical Missionary Hospital Hong Kong, 1843–1853
- Seamen’s Hospital, 1843–1873
- Government Civil Hospital, ca. 1849–1937
- Sai Ying Pun Hospital 1937–1978
- Lock Hospital, 1858–1894 – Krankenhaus für venerische Krankheiten
- Cheung Chau Fong Bin Hospital, 1872–1988
- Royal Naval Hospital, 1873–1949
- British Military Hospital, Hongkong, 1907–1996
- Lai Chi Kok Hospital, 1938–2004
- Hong Kong Central Hospital, 1966–2012
- Nam Long Hospital, 1967–2003
- Victoria Hospital, Hong Kong, 1903–1945